# مالكوم روس (لغوي)
مالكوم روس (بالإنجليزية: Malcolm Ross)‏ هو لغوي أسترالي، ولد في 3 مايو 1942 في لندن في المملكة المتحدة.